# 1085
| 1085               |
| ------------------ |
| Dødsfald - Fødsler |
|                    |

| Gregoriansk kalender | 1085 MLXXXV             |
| Ab urbe condita      | 1838                    |
| Armensk kalender     | 534 ԹՎ ՇԼԴ              |
| Kinesiske kalender   | 3781 – 3782 甲子 – 乙丑 |
| Etiopisk kalender    | 1077 – 1078             |
| Jødisk kalender      | 4845 – 4846             |
| Hindukalendere       |                         |
| - Vikram Samvat      | 1140 – 1141             |
| - Shaka Samvat       | 1007 – 1008             |
| - Kali Yuga          | 4186 – 4187             |
| Iransk kalender      | 463 – 464               |
| Islamisk kalender    | 477 – 479               |

Konge i Danmark: Knud den Hellige 1080-1086
Se også 1085 (tal)

## Begivenheder
- Knud den Helliges gavebrev til kirken i Lund er Danmarks ældste kendte dokument.
- 8. oktober – Markuskirken i Venedig indvies.